# Sar-El
Sar-El (hebr. ‏שר-אל‎, tłum. Służba dla Izraela) – apolityczna organizacja non-profit będąca projektem krajowym dla wolontariuszy na rzecz Izraela. Powstała w 1982 roku z inicjatywy Aharona Davidiego, który był izraelskim generałem. Organizacja działa w blisko 30 państwach na całym świecie. Ochotniczy program jest nieuzbrojonym wsparciem dla Sił Obronnych Izraela, gdzie służą zarówno Żydzi jak i przedstawiciele innych narodów, którzy ukończyli 16 lat.

## Cele
Źródło:
- promocja żydowskiej trwałości

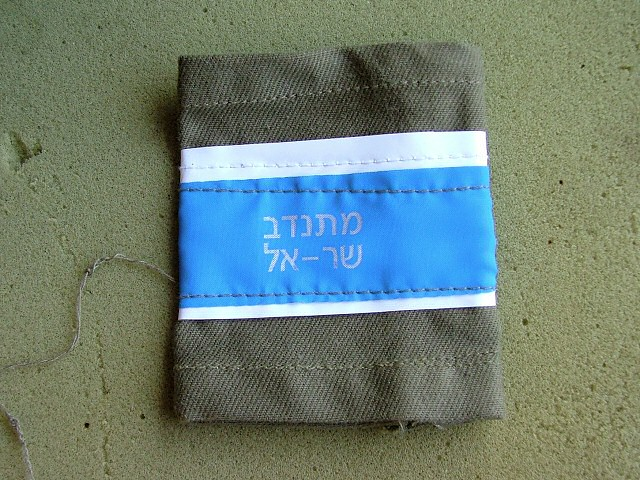
Naramiennik dla uczestników Sar-El

- kulturalna i edukacyjna wymiana między diasporą a Izraelem
- współdziałanie ze zwolennikami Izraela będące obopólnie korzystnym doświadczeniem